# Université en Tchéquie
Liste des universités tchèques avec la date de fondation.
- Université Charles de Prague - 1348
- Université Palacký, Olomouc - 1573
- Université technique de Prague - 1707 - Vysoké učení technické v Praze (littéralement École supérieure technique de Prague)
- Académie des beaux-arts de Prague - 1799
- Université technique de Brno - 1849 - Vysoké učení technické v Brně (littéralement École supérieure technique de Brno)
- École des arts appliqués de Prague - 1885
- Université vétérinaire (cs), Brno -  1918 sous le nom de Vysoká škola zvěrolékařská - Veterinární univerzita Brno
- Université Masaryk, Brno - 1919
- Université Mendel, Brno - 1919
- École supérieure d'économie de Prague - 1919
- École des mines d’Ostrava - avant 1945 - Vysoká škola báňská – Technická univerzita Ostrava (littéralement université technique d'Ostrava)
- Académie tchèque des arts musicaux (AMU) - 1945
- Académie Janáček des arts musicaux, Brno (JAMU) - 1947
- École supérieure de chimie et de technologie (cs), Prague - 1952 - Vysoká škola chemicko-technologická
- Université d'agriculture tchèque de Prague (cs) - 1952 - Česká zemědělská univerzita v Praze
- Université de Pardubice - 1953 - Univerzita Pardubice
- Université technique de Liberec (cs) - 1953 - Technická univerzita v Liberci
- Université Jan-Evangelista-Purkyně (cs), Ústí nad Labem - 1954 - Univerzita Jana Evangelisty Purkyně
- Université de Hradec Králové (cs) (UHKv) - 1976 - Univerzita Hradec Králové
- Université de Silésie (cs), Opava - 1989 - Slezská univerzita
- Anglo-American University - 1990 - Anglo-americká vysoká škola
- École supérieure des relations internationales et publiques (cs), Prague - Vysoká škola mezinárodních a veřejných vztahů Praha
- Université de Bohême du Sud, České Budějovice - 1991
- Université d'Ostrava - 1991 - Ostravská univerzita
- Université de Plzeň - 1991 - Západočeská univerzita v Plzni
- Université Tomáš-Baťa (cs), Zlín - 2001 - Univerzita Tomáše Bati
- Prague City University (ex-Prague College), Prague - 2004